# Jimmy Murphy
James Patrick „Jimmy” Murphy (ur. 8 sierpnia 1910 w Ton Pentre, zm. 14 listopada 1989 w Manchesterze) – walijski piłkarz grający na pozycji skrzydłowego, reprezentant Walii, potem trener pracujący w Manchesterze United, selekcjoner reprezentacji Walii, którą doprowadził do pierwszego w historii awansu na mistrzostwa świata w Szwecji 1958.

## Dorastanie
Jimmy Murphy urodził się w Ton Pentre, miejscowości położonej w Dolinie Rhondda, w południowej Walii, jako dziecko Williama „Billy’ego” Murphy’ego oraz Florence Louise Eynon. Jego ojciec był pracownikiem fizycznym pochodzącym z Kilkenny w południowo-wschodniej Irlandii, który przybył do Walii z zamiarem podjęcia pracy w największej kopalni w dolinie – Maindy Colliery. William gdy dotarł do Ton Pentre był wdowcem, który podróżował z synem z pierwszego małżeństwa – Patrickiem.
Po dotarciu do Doliny Rhondda William poznał Florence Louisę Eynon (z domu Scourfleld), wdowę z piątką dzieci – córką oraz czterema synami. Para zaczęła się spotykać, a następnie wzięła ślub. Ich jedynym dzieckiem był James Patrick Murphy, który urodził się 8 sierpnia 1910 roku.
Wszyscy bracia Jimmy'ego w przyszłości zostali górnikami, tak jak ich ojciec William. Jednak jego matka Florence chciała żeby najmłodsze dziecko spotkał lepszy los – dbała o jego edukację, licząc iż w przyszłości zostanie nauczycielem. W szkole uważany był za dobrego ucznia, podczas egzaminów w 1923 roku zdobył 134 na 170 możliwych punktów. Oprócz nauki w szkole Jimmy pobierał nauki z gry na pianinie i organach, a nawet grał na drugim z instrumentów w miejscowym kościele. Zawsze podkreślał swoją miłość do muzyki, ale jako młody chłopak odkrył również pasję do piłki nożnej.
Jimmy zaczął grę w piłkę nożną z dużo starszymi mężczyznami, którzy po pracy w kopalni spotykali się, żeby zagrać kilka meczów – to właśnie tam poznał pierwsze tajniki ulicznej, często brutalnej gry. Następnie grał dla lokalnych drużyn – Pentre Linnets, Pentre Boys, a następnie Treorchy Juniors oraz Glamorgan Boys. Początkowo nie wiązał przyszłości z piłką nożną, ale w wieku 13 lat został powołany do reprezentacji Walii w piłce nożnej mężczyzn do lat 16 na międzynarodowe spotkanie z Anglią na Cardiff Arms Park. Mimo młodego wieku jego występ został oceniony bardzo pozytywnie, dzięki czemu utrzymał miejsce w składzie w kolejnym spotkaniu ze Szkocją na Hampden Park.
Dobre występy młodego chłopaka przyciągnęły uwagę angielskich drużyn, a najkonkretniejszy okazał się West Bromwich Albion, który po spotkaniu ze Szkocją przyjechał do domu rodzinnego Jimmy'ego, aby poprosić jego rodziców o możliwość zabrania chłopaka do klubu w Midlands oddalonego o 160 km od domu chłopca. Wieść o transferze walijskiego nastolatka była sensacją, która obiegła całą Anglię. Jego pobyt w tym klubie nie należał do najłatwiejszych, jednak Jimmy wierzył, że dzięki ciężkiej pracy odniesie sukces i zostanie zawodowym piłkarzem.

## Kariera seniorska
W lutym 1928 roku jako 17-latek podpisał zawodowy kontrakt z West Bromwich Albion, jednak zadebiutował dwa lata później – w przegranym 1:0 meczu wyjazdowym z Blackpool 5 marca 1930 roku. W kolejnym sezonie został ponownie przesunięty do drużyny rezerw, gdzie mimo pozycji środkowego napastnika nie zdobywał zbyt wielu goli. Przełomowym momentem w jego karierze okazało się spotkanie przeciwko Tottenhamowi Hotspur rozegrane 28 marca 1931 roku, w którym zastąpił kontuzjowanego skrzydłowego i zebrał bardzo dobre opinie za swój występ. W sezonie 1930/1931 sięgnął wraz z drużyną po Puchar Anglii oraz awansował do Football League First Division.
Jimmy przebywał w klubie od pięciu lat i dopiero dobre mecze w roli skrzydłowego pozwoliły mu na regularne występy w pierwszej drużynie. Ówczesny trener Fred Everiss nie mógł zignorować dobrej formy Walijczyka i zaczął powoływać go na kolejne mecze. Pierwszy sezon w najwyższej lidze rozgrywkowej West Bromwich Albion zakończył na szóstym miejscu. Kolejny sezon był dla drużyny z Midlands jeszcze lepszy, gdyż udało się go zakończyć na wysokiej czwartej pozycji.
Dobre występy w klubie zostały dostrzeżone przez selekcjonera kadry Walii, który powołał Jimmy'ego na spotkanie przeciwko Francji, które zostało rozegrane na Stade Olympique w Paryżu. Debiutując w tym spotkaniu został najmłodszym reprezentantem swojego kraju. Młody gracz w kolejnym sezonie stał się regularnym zawodnikiem zarówno w klubie, jak i reprezentacji. 4 października rozegrał pierwsze spotkanie domowe w reprezentacji Walii, gdzie jego drużyna wygrała 3:2 ze Szkocją na stadionie Ninian Park.
Jimmy zmuszony był opuścić kolejny mecz reprezentacji, gdyż jego klub w tym czasie przygotowywał się do ważnego meczu z Tottenham Hotspur i nie pozwolił mu na wyjazd na zgrupowanie kadry, jednak wrócił do reprezentacji na finałowe spotkanie z Anglią w British Home Championship, które jego drużyna wygrała 2:1 zapewniając sobie tytuł mistrzowski drugi rok z rzędu. West Bromwich Albion zakończył sezon na siódmej pozycji.
Sezon 1934/1935 dla Jimmy'ego był jednym z najbardziej rozczarowujących, jego reprezentacja po porażkach 0:4 z Anglią oraz 2:3 ze Szkocją odpadła z British Home Championship, a w piłce klubowej jego drużyna skończyła na 9 miejscu. Kolejne dwa sezony na poziomie klubowym były jeszcze gorsze – West Bromwich Albion kończyło je kolejno na 18. i 16. miejscu w lidze. Dużo lepiej w 1937 poradziła sobie reprezentacja Walii z Murphym w składzie wygrywając British Home Championship. Ostatni występ w reprezentacji Walii rozegrał przeciwko Anglii na Ayresome Park w Middlesbrough, jego drużyna przegrała 1:2. Walijska drużyna narodowa z 1934 roku uważana jest przez wielu za jedną z najlepszych w historii, a walijski historyk Ceri Stannett opisuje Jimmy'ego jako jej „kluczowego zawodnika”.
W 1939 roku miał na swoim koncie już ponad 200 występów dla West Bromwich Albion, jednak coraz rzadziej występował w pierwszej drużynie, dlatego zdecydował się na transfer do występującego dwa poziomy rozgrywkowe niżej Swindon Town, gdzie rozegrał zaledwie cztery mecze ligowe, gdyż sezon został przerwany z powodu wybuchu II wojny światowej kończąc karierę piłkarską Jimmy'ego Murphy’ego. Okres ostatnich lat gry w WBA był na pewno szczególny dla walijskiego piłkarza pod kątem życia prywatnego – poślubił miejscową dziewczynę Winnie i doczekał się narodzin córeczki Patricii.

## Statystyki piłkarskie
| Klub                 | Sezon              | Ligi krajowe | Ligi krajowe | Puchary krajowe | Puchary krajowe | Łącznie | Łącznie |
| Klub                 | Sezon              | Występy      | Bramki       | Występy         | Bramki          | Występy | Bramki  |
| -------------------- | ------------------ | ------------ | ------------ | --------------- | --------------- | ------- | ------- |
| West Bromwich Albion | 1929–30            | 2            | 0            | 0               | 0               | 2       | 0       |
| West Bromwich Albion | 1930–31            | 2            | 0            | 0               | 0               | 2       | 0       |
| West Bromwich Albion | 1931–32            | 27           | 0            | 1               | 0               | 28      | 0       |
| West Bromwich Albion | 1932–33            | 34           | 0            | 2               | 0               | 36      | 0       |
| West Bromwich Albion | 1933–34            | 35           | 0            | 2               | 0               | 37      | 0       |
| West Bromwich Albion | 1934–35            | 41           | 0            | 7               | 0               | 48      | 0       |
| West Bromwich Albion | 1935–36            | 16           | 0            | 0               | 0               | 16      | 0       |
| West Bromwich Albion | 1936–37            | 21           | 0            | 5               | 0               | 26      | 0       |
| West Bromwich Albion | 1937–38            | 23           | 0            | 2               | 0               | 25      | 0       |
| West Bromwich Albion | 1938–39            | 3            | 0            | 0               | 0               | 3       | 0       |
| West Bromwich Albion | Łącznie            | 204          | 0            | 19              | 0               | 223     | 0       |
| Swindon Town         | 1939–40            | 4            | 0            | 0               | 0               | 4       | 0       |
| Swindon Town         | Łącznie            | 4            | 0            | 0               | 0               | 4       | 0       |
| Łącznie w karierze   | Łącznie w karierze | 208          | 0            | 19              | 0               | 227     | 0       |

Źródło: 

## Okres II wojny światowej
Wybuch II wojny światowej zatrzymał rozgrywki piłkarskie w całej Anglii, ale Jimmy jeszcze przed wyruszeniem na front wojenny doczekał się powiększenia rodziny – jego żona urodziła dwóch synów Johna oraz Philipa oraz oczekiwała narodzin kolejnego chłopca. Trzeci syn narodził się w lipcu 1942 roku, a Winnie obawiając się iż mąż może nie wrócić z wojny nazwała chłopca po ojcu – James Patrick.
Jimmy podczas wojny był członkiem 8. Armii, z którą walczył w Bitwie o Tobruk, a następnie brał udział w walkach na pustyniach północnej Afryki, następnie w 1943 roku w Tunezji oraz Susie, a w 1944 roku w Rzymie oraz Bari. Jego głównym zadaniem w wojsku było podtrzymywanie morale żołnierzy poprzez dbanie o ich kondycję fizyczną. Murphy organizował mecze piłki nożnej oraz krykieta. Podczas pobytu we Włoszech jednym z żołnierzy, których spotkał na froncie był Matt Busby. Raporty z tego okresu opisują Jimmy'ego jako świetnego Oficera Kontroli Ruchu, który był odpowiedzialny za sekcje sportowe, w których uczestniczyły tysiące mężczyzn. Według przełożonych wykazywał się ogromnym zaangażowaniem, dzięki czemu był popularny wśród żołnierzy.
Jeszcze podczas pobytu w Bari Matt Busby otrzymał ofertę pracy jako trener w Manchesterze United, będąc jednym z piłkarzy biorących udział w gierkach treningowych przygotowanych przez Murphy’ego stwierdził że jest to człowiek, którego potrzebuje u swojego boku w nowej pracy. Zaproponował mu po powrocie z wojska posadę asystenta trenera, który byłby odpowiedzialny za szukanie i szkolenie nowych zawodników, którzy w przyszłości mieliby aspirować do gry w pierwszym zespole.

## Początki w Manchesterze United
Jimmy Murphy latem 1946 roku został asystentem Matta Busby’ego w Manchesterze United. Po przybyciu do klubu zobaczył ogromne zniszczenia jakich doznał klub podczas wojennego bombardowania, zniszczony został stadion oraz budynki klubowe. Sytuacja ta jednak nie zniechęciła Walijczyka, który uważał odbudowę klubu i drużyny za wyzwanie. Stał się on zaufanym człowiekiem trenera, który wysyłał go do oglądania gry zawodników, którzy potencjalnie mieliby zostać nowymi graczami. Trener ufał instynktowi swojego asystenta i całkowicie wierzył jego ocenie czy dany zawodnik będzie pasował do drużyny.
Już w 1948 roku klub pod wodzą nowego trenera mógł świętować pierwsze sukcesy – drużyna zakończyła zmagania ligowe na drugim miejscu oraz zdobyła Puchar Anglii pokonują w finale drużynę Blackpool 4:2. Równie dobrze radziły sobie rezerwy pierwszego zespołu, które pod wodzą Jimmy'ego wygrały Centralne Mistrzostwo Ligi. W niedługim czasie Busby i Murphy przystąpili do wdrażania systemu szkoleniowego dla młodzieży w Manchesterze United – pomysłodawcą był trener pierwszej drużyny, jednak cała realizacja jak szkolenie i rozwój rezerw oraz młodzieży przypadła jego asystentowi. W klubie nastała radykalna zmiana polegająca na meczach treningowych pomiędzy drużynami na różnych szczeblach oraz wyjazdach młodzieży do innych regionów Wielkiej Brytanii, co skutkowało możliwością pozyskania utalentowanych zawodników z różnych regionów.
Murphy interesował się również lokalną młodzieżą, do obserwacji krajowych spotkań oddelegował Joe Armstronga, wspólnie przekonywali młodych utalentowanych chłopców do dołączenia do klubu. Po latach Jimmy Murphy twierdził, że Manchester United jako pierwszy klub zaczął szkolić własnych piłkarzy. Innowacyjność podejścia do szkolenia młodzieży została dostrzeżona również przez prasę – w Daily Mirror z 16 maja 1950 roku ukazał się artykuł na temat obozów piłkarskich prowadzonych przez walijskiego trenera. Dzięki indywidualnemu podejściu do zawodników już w tym samym roku sześciu zawodników awansowało do rezerw, a jeden – Whitefoot – awansował do pierwszej drużyny.
W 1948 roku do Manchesteru przeprowadziła się rodzina Murphy’ego oraz urodził się kolejny syn – Nick, a on sam mając rodzinę bliżej czuł się bardziej komfortowo. Poświęcał się projektowi odbudowy klubu jak tylko mógł, doglądał kilka grup wiekowych, a jeśli któryś z piłkarzy robił znaczące postępy relacjonował to Mattowi Busby’emu. Ponadto każdego dnia trenował drużynę rezerw, a dwa razy w tygodniu dodatkowo zajmował się indywidualnie młodszymi zawodnikami. Ponieważ ściągano młodzież z całych Wysp Brytyjskich klub musiał zapewnić im odpowiednie mieszkanie – Jimmy często osobiście oglądał miejsca, w których zawodnicy mieli mieszkać, starając się aby były przyjazne i miłe dla oka. Życzeniem pierwszego trenera było, aby wszystkie grupy wiekowe grały w zbliżony sposób, aby móc w prostszy sposób awansować graczy na kolejne szczeble. Klub zabiegał o jak najlepszych graczy, którym dawał najlepsze możliwe warunki do rozwoju oraz odpoczynku, efekty przyszły dość szybko – drużyna wygrywała mecz za meczem w efektownym stylu.
Najbliższymi współpracownikami Jimmy'ego byli Joe Armstrong oraz Bert Whalley, którzy brali udział zarówno w wyszukiwaniu nowych zawodników jak i doglądaniu drużyn młodzieżowych. Renoma skautingu klubowego wciąż rosła, mówiło się że Manchester United ma swojego człowieka do obserwowania młodych piłkarzy w każdym większym mieście. W niedługim czasie inne kluby zaczęły naśladować system wdrożony przez Busby’ego i Murphy’ego, jednak to oni byli prekusorami, którzy dzięki swojej renomie bez problemu przekonywali kolejnych utalentowanych graczy aby dołączyli do klubu. Po czterokrotnym zdobyciu wicemistrzostwa w ciągu pięciu lat, okres rozwoju klubu został zwieńczony zdobyciem mistrzostwa w 1952 roku, sukces ten był postrzegany jako kumulacja lat ciężkiej pracy.

## Trener przyszłych gwiazd
Najbardziej rozpoznawalną drużyną Manchesteru United z tego okresu były „Dzieciaki Busby’ego”, w rekrutacji i wyszkoleniu której bardzo duży wkład miał Jimmy Murphy. Klub od 1948 roku obserwował 12-letniego Duncana Edwardsa, w którym widziało przyszłościowego zawodnika, gdy tylko walijski szkoleniowiec usłyszał, że o zawodnika zabiegają inne zespoły wsiadł do samochodu z Bertem Whalley'em i wyruszył w drogę do Midlands, gdzie już o 3:30 nad ranem rozpoczęli przekonywanie rodziców chłopca do przenosin do Manchesteru. Podróż okazała się niepotrzebna, gdyż okazało się, że zawodnik zdecydował się przejść do klubu już po jednej z wcześniejszych rozmów z Mattem Busbym, jednak tego dnia złożył podpis pod kontraktem przywiezionym przez Murphy’ego.
Kolejnym z graczy stanowiących o sile Manchesteru United w przyszłości był Bobby Charlton, do domu którego Murphy pojechał żeby rozwiać wątpliwości ojca chłopca, bojącego się, iż ten zniknie w szerokim składzie zawodników. Jak się okazało ojciec Bobby'ego, tak jak ojciec Jimmy'ego, pracował w kopalni, wspólna rozmowa miała pokazać mu ludzkie podejście walijskiego trenera. Ten od pierwszego dnia dbał o chłopca odbierając go z pociągu, którym dojechał do Manchesteru oraz osobiście odwożąc do jednego z najlepszych lokum dla młodych graczy.
Wilf McGuinness był innym z dzieciaków, którzy uważają że zawdzięczają swoją karierę Jimmyemu Murphyemu, gracz zapytany o swój transfer przyznał, że to Walijczyk zaimponował mu swoją postawą, zabrał go na mecz rezerw, w których młodzieżowy zespół United pokonał rówieśników z Wolves 7:1, a następnie zapytał, czy ten chciałby być częścią tej drużyny. W tamtym czasie Jimmy sprowadził do klubu również Tommy'ego Taylora i Harry'ego Grega. Jak wielki wkład w rozwój tej drużyny miał walijski trener może świadczyć dedykacja w książce The Birth Of The Babes autorstwa Tony'ego Whelana, który uważa, że był on człowiekiem, bez którego historia narodzin gwiazdorskiej drużyny nigdy by się nie wydarzyła.

## Dzieciaki Busby’ego
W sezonie 1952/1953 zostały stworzone nowe rozgrywki skierowane do zawodników poniżej 18 roku życia – FA Youth Cup, które były według Murphyego idealną okazją, żeby pokazać jak duże postępy poczynił Manchester United w szkoleniu młodzieży. Na pierwsze spotkanie zespołu Jimmy'ego przyjechał Matt Busby oraz wielu dziennikarzy ciekawych zapewnień trenera pierwszej drużyny zapewniającego że zespół młodzieżowy jest wart ponad 100 tysięcy funtów. Pierwsze spotkanie rozegrane w tych rozgrywkach zakończyło się zwycięstwem 4:0 nad Leeds. W kolejnych meczach wygrali z Nantwich Town, Bury oraz Everton. W piątej rundzie pucharu pokonali Barnsley 3:1, a dzięki dobrej grze szansę na debiut w wieku 16 lat i 185 dni dostał Duncan Edwards. W finale pucharu zespół walijskiego trenera zmierzył się z zespołem Wolves, przy 21 tysięcznej publiczności wygrali 7:1 zbierając bardzo pochlebne opinie. Dwumecz zakończył się wynikiem 9:3 i drużyna Murphy’ego mogła cieszyć się z historycznego zwycięstwa w Młodzieżowym Pucharze Anglii.
W kolejnym sezonie 1953/1954 kilku zawodników młodzieżowych zostało na stałe wcielone do pierwszego składu - Ray Wood, Jackie Blanchflower, Dennis Viollet, Jeff Whitefoot, Roger Byrne oraz Bill Foulkes. Kilku kolejnych jak Duncan Edwards, Eddie Lewis, Noel McFarlane czy David Pegg otrzymywali szansę występu w kilku spotkaniach pierwszego zespołu. Obrona tytułu w pucharze rozpoczęła się od wygranych z Evertonem, Wrexham, Rotherham United oraz West Bromwich Albion. W finale drużyna Murphy’ego znów spotkała się z Wolves - jako pierwszy gola zdobył Duncan Edwards, jednak Wilki odpowiedziały trzema bramkami i pierwsza połowa meczu zakończyła się wynikiem 1:3. W przerwie walijski trener przeprowadził zmianę przesuwając zdobywcę pierwszego gola do ataku co dało bardzo dobre rezultaty bo United odrobiło straty i mecz ostatecznie zakończył się remisem 4:4. O mistrzostwie zadecydował rewanż na stadionie Wolves - Molineux, który obejrzało 28 651 widzów - mecz zakończył się zwycięstwem 1:0 drużyny z Manchesteru po golu Pegga pozwalając im cieszyć się z wygranej w pucharze drugi rok z rzędu.
Sezon 1954/1955 był dla młodzieży trenowanej przez Jimmy'ego był równie udany, bez większych problemów wygrali z Barnsley, Sheffield Wednesday oraz Plymouth Argyle. Wyzwaniem okazał się półfinał z Chelsea, w którym United musiało odrabiać straty, jednak dzięki czterem bramkom Duncana drużyna zwyciężyła 4:2 w dwumeczu. W finale na Old Trafford spotkali się z West Bromwich Albion, pokonując rywali 7:1 i świętując trzecie zwycięstwo w rozgrywkach z rzędu. Dzięki sukcesom w rezerwach większość zawodników z młodzieżowego składu zaczęło grać pojedyncze mecze w pierwszej drużynie.
Reputacja drużyny młodzieżowej wychowanków Murphy’ego rosła z każdym kolejnym meczem, w przeciwieństwie do pierwszego zespołu, który przegrywał kolejne spotkania. Matt Busby stwierdził że musi podjąć odważne kroki aby uratować ten rok i przed drugą połową sezonu awansował aż siedemnastu graczy z rezerw - wychowanków Jimmy'ego oraz Rogera Byrne'a, który przeniósł się do rezerw United w wieku 25 lat, ale to właśnie pod okiem walijskiego szkoleniowca zmienił pozycję ze skrzydłowego na lewego obrońcę. „Dzieciaki” po awansie do pierwszej drużyny strzeliły 50 bramek w drugiej części sezonu przegrywając tylko jeden mecz, dzięki czemu klub z Old Trafford zdobył tytuł mistrzowski za sezon 1955/1956. Mimo awansu części drużyny zespół rezerw wygrał w Lidze Centralnej oraz czwarty rok z rzędu zdobył Młodzieżowy Puchar Anglii.

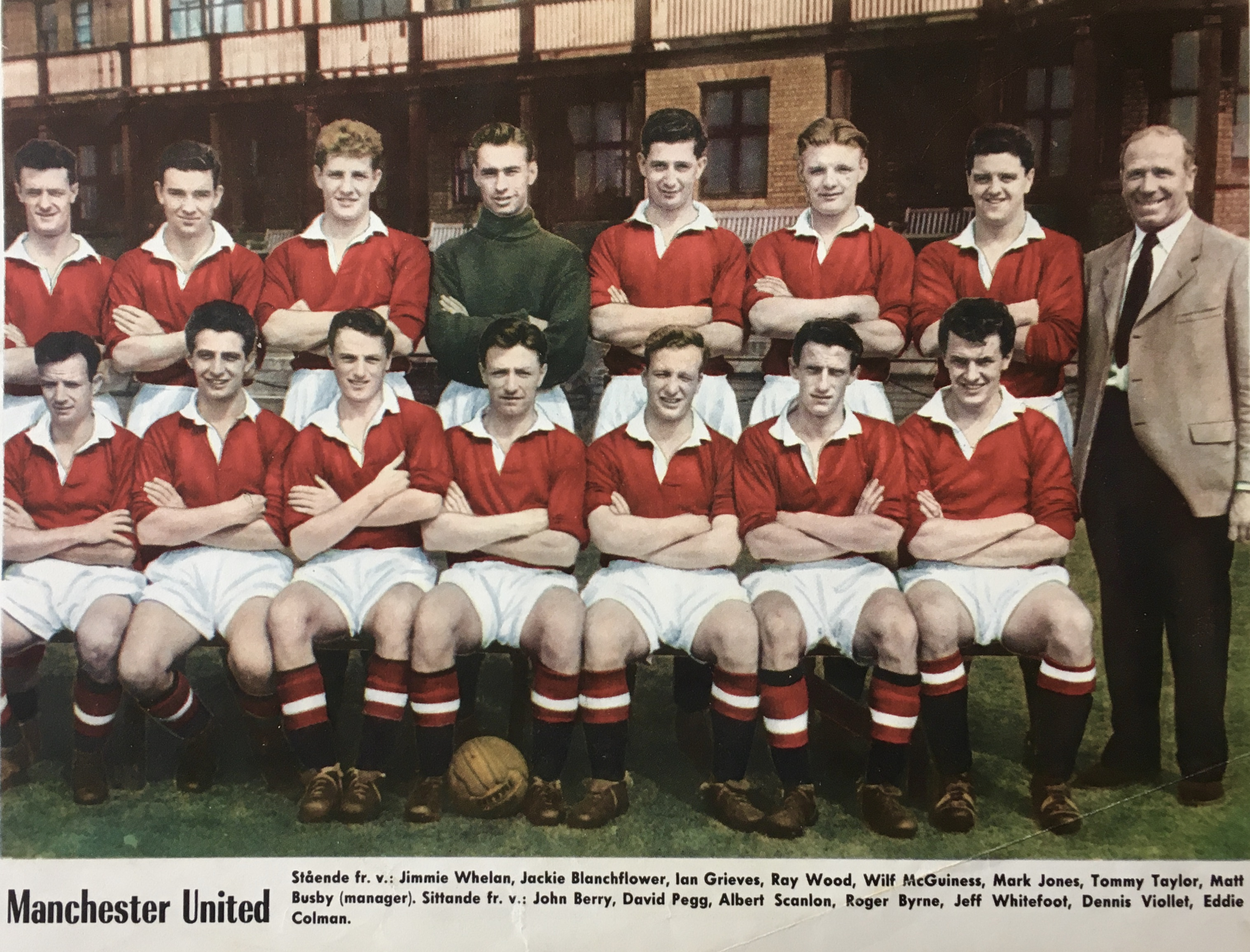
Drużyna Manchesteru United w 1957

Sukcesy drużyny w pucharze oraz to jak szybko zawodnicy młodzieżowi awansowali na kolejne szczeble rozsławiły nazwisko walijskiego szkoleniowca, który otrzymał propozycję objęcia stanowiska selekcjonera reprezentacji Walii. Po rozmowie z Busbym Murphy przyjął zaproponowane stanowisko. W tym czasie United przystąpiło do kolejnego sezonu rozgrywkowego wygrywając trzynaście z piętnastu spotkań i remisując dwa mecze. Równie dobrze radzili sobie w pierwszym w historii spotkaniu Pucharu Europy, gdzie w dwumeczu pokonali Anderlecht 12:0. W kolejnym spotkaniu wygrali z mistrzami Niemiec – Borussią Dortmund 3:2.
W tym czasie młodzieżowy zespół trenowany przez Murphy’ego rozgrywał spotkania w Młodzieżowym Pucharze Anglii, gdzie rozgrywali spotkanie przeciwko Huddersfield Town, drużynie w której grał Denis Law którym bardzo interesował się walijski szkoleniowiec. Jak później przyznał Murphy, on i Busby byli zaskoczeni jak dobrze chłopiec radził sobie przeciwko zawodnikom ich drużyny, udało mu się nawet zdobyć bramkę. Młodzieżowy zespół United wygrał to spotkanie 4:2 i awansował do kolejnej rundy, gdzie wygrał 3:1 z Sunderlandem. W kolejnej rundzie zespół zremisował z Evertonem, co wiązało się z koniecznością rozegrania rewanżu.
Pierwsza drużyna Manchesteru United w wyjazdowym spotkaniu Pucharu Europy przegrała z Athletic Bilbao 3:5, jednak w rewanżu na Old Trafford wygrali 3:0 co pozwoliło im na awans do dalszej fazy rozgrywek. Matt Busby wyruszył do Niemiec na losowanie przeciwnika w kolejnym etapie pozostawiając obowiązki trenerskie Jimmy'emu. Ten poprowadził drużynę rezerw do wygranej 5:2 w rewanżowym spotkaniu pucharowym z Evertonem, a następnie wygrał z pierwszą drużyną pucharowe spotkanie z Bournemouth 2:1. Młodzieżowy zespół prowadzony przez walijczyka w kolejnej rundzie wygrał z Blackburn Rovers 6:0. Pierwsza drużyna drugi raz z rzędu zdobyła mistrzostwo Anglii, a młodzieżowy zespół awansował do finału Młodzieżowego Pucharu Anglii wygrywając w pierwszym meczu 5:2 z Southampton, a następnie przegrywając 2:3 w meczu rewanżowym. Była to pierwsza porażka zespołu Murphy’ego od 44 spotkań w tych rozgrywkach. W finale Pucharu Europy pierwsza drużyna spotkała się z Realem Madryt, jednak to drużyna z Hiszpanii okazała się zwycięzcą dwumeczu wygrywając 3:1 na Estadio Santiago Bernabeu, a następnie remisując 2:2 na Old Trafford. Zawodnicy prowadzeni przez Busby’ego przegrali również drugi finał – w Pucharze Anglii – 1:2 z Aston Villą. Po puchar sięgnęły rezerwy prowadzone przez Jimmy'ego wygrywając piąty raz z rzędu rozgrywki Młodzieżowego Pucharu Anglii wygrywając z West Hamem United najpierw na wyjeździe 3:2, a następnie 5:0 na własnym stadionie.

## Katastrofa w Monachium

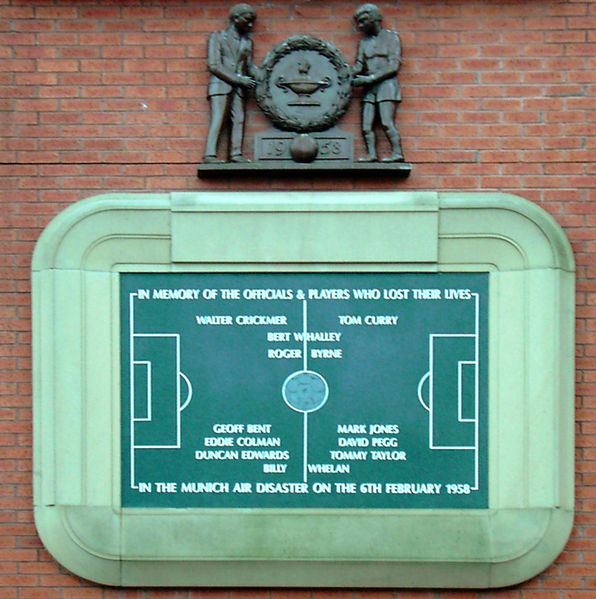
Tablica pamiątkowa na stadionie Old Trafford w Manchesterze upamiętniająca ofiary katastrofy

W kolejnym sezonie pierwsza drużyna znów rozgrywała spotkania na wielu frontach, wszystko układało się dla zespołu pozytywnie aż do 6 lutego 1958 roku. Gracze wyruszyli na mecz Pucharu Europy do Belgradu na mecz rewanżowy 1/4 finału, w pierwszym spotkaniu na Old Trafford udało im się zwyciężyć 2:1 z FK Crvena Zvezda po bramkach Charltona i Colmana. W rewanżowym spotkaniu rozegranym 5 lutego padł remis 3:3 jednak dzięki zwycięstwu w pierwszym meczu drużyna awansowała do półfinałów. W drodze powrotnej do Anglii samolot, którym podróżowali zawodnicy, wylądował na tankowanie na lotnisku w Monachium, gdzie podczas trzeciej próby startu maszyna uderzyła w płot, a następnie pobliski dom. W wyniku katastrofy śmierć poniosły 23 osoby, w tym ośmiu piłkarzy, trzech pracowników klubu oraz dziennikarze i członkowie załogi samolotu.
Był to ogromny cios dla Jimmy'ego, który w tym czasie udał się na mecz reprezentacji Walii, której był selekcjonerem, o katastrofie dowiedział się dopiero po kilku godzinach, gdy dotarł na Old Trafford od sekretarki Busby’ego. Jak sam przyznał informacja wstrząsnęła nim tak mocno, że wszedł do biura i płakał przez 20 minut. Połowa z zawodników, których od lat trenował i wprowadził do pierwszej drużyny, zginęła – Geoff Bent, Roger Byrne, Eddie Colman, Mark Jones, David Pegg, Tommy Taylor oraz Liam „Billy” Whelan. W Monachium zginął również najbliższy współpracownik i przyjaciel Murphy’ego – Bert Whalley.
Murphy pozostał w swoim biurze całą noc, czekając na nowe informacje na temat stanu zdrowia pozostałych graczy oraz Busby’ego. Następnego dnia wsiadł w samolot z rodziną Matta i poleciał do Monachium, wiedząc o krytycznym stanie przyjaciela – musiał on przebywać w specjalnym namiocie tlenowym i odbył już sakrament ostatniego namaszczenia. Równie tragiczny był stan Duncana Edwardsa, który raz po raz tracił i odzyskiwał świadomość.
W obawie o zdrowie Busby’ego postanowiono nie informować go o katastrofie, o tym jak wielu zawodników zginęło, wiedział jedynie, że brał udział w wypadku. Podczas odwiedzin Murphy’ego Matt miał powiedzieć do niego „Utrzymaj ten klub przy życiu Jimmy. Utrzymaj, dopóki nie wrócę”. Po tych słowach Walijczyk czuł się zobowiązany do odbudowy klubu, w rozmowie z prasą powiedział: „Widziałem się z chłopakami. Kończyny oraz serca mogą być złamane, ale duch drużyny wciąż jest. W ich imieniu przekazuję, że klub nie umarł. Manchester United nadal żyje.” Angielska Federacja Piłkarska w obliczu katastrofy odwołała spotkanie z Wolves, które miało zostać rozegrane 8 lutego, a prezes klubu Harold Hardman zobowiązał się do jak najszybszego powrotu do rozgrywek ligowych, Pucharu Anglii oraz Pucharu Europy jak to tylko możliwe.
Już 19 lutego zespół złożony z ocalałych graczy oraz rezerw zmierzył się w pierwszym spotkaniu po katastrofie, w spotkaniu Pucharu Anglii udało im się zwyciężyć 3:0 z Sheffield Wednesday po dwóch golach Shaya Brennana oraz golu Alexa Dawsona. Po chwilach szczęścia po zwycięstwie drużyna i kibice znów musieli zmierzyć się ze smutnymi wiadomościami, dwa dni po meczu w szpitalu zmarł kolejny piłkarz – Duncan Edwards. Matt Busby zaczął odzyskiwać siły, personel szpitala nadal utrzymywał przed nim wszystko związane z katastrofą w tajemnicy, prawda wyszła na jaw, gdy zapytał szpitalnego księdza o Duncana Edwardsa i dowiedział się, że chłopak nie żyje. Następnie wypytał swoją żonę o pozostałych piłkarzy i o to, co dzieje się w Manchesterze.
Drużyna prowadzona przez Murphy’ego awansowała do finału Pucharu Anglii pokonując po drodze West Bromwich Albion oraz Fullham. W lidze drużynie szło zdecydowanie gorzej, nikt jednak nie oczekiwał, że zespół złożony z ocalałych w katastrofie oraz zawodników rezerwowych będzie wygrywał kolejne mecze. W tym czasie swoje pierwsze powołanie do reprezentacji Anglii otrzymał Bobby Charlton, kolejną dobrą informacją był dobry stan zdrowia Busby’ego pozwalający na jego powrót do kraju w połowie kwietnia.
Sposób, w jaki Jimmy poradził sobie z prowadzeniem drużyny po katastrofie, pokazał, jak dobrym był taktykiem i motywatorem, przed ostatnim spotkaniem ligowym w Evening Chronicle pojawił się artykuł o tytule „Jest taki cudotwórca zwany... Murphy!”, w którym dziennikarz Keith Dewhurst wysuwa tezę że Walijczyk „jest być może najlepszym trenerem, jaki kiedykolwiek żył w Wielkiej Brytanii”. Jimmy chwalony w artykule jest przede wszystkim za sposób motywowania zawodników, zarządzanie wąską kadrą oraz zmysł taktyczny.
Podczas meczu finałowego Pucharu Anglii Matt Busby pojawił się przed meczem w szatni zawodników wraz z Murphym, aby wygłosić krótkie przemówienie. Manchester United przegrał to spotkanie z Boltonem 2:0, ale Jimmy wielokrotnie podkreślał swoją dumę z drużyny, której udało się dotrzeć do finałowego spotkania na Wembley. Ostatnim starciem w tym sezonie rozegranym przez zespół był półfinałowy dwumecz Pucharu Europy przeciwko A.C. Milan, w spotkaniu domowym na Old Trafford Manchester United wygrał 2:1, jednak na San Siro Włosi wygrali 4:0 awansując tym samym do finału.

## Mistrzostwa Świata 1958
Jimmy Murphy jako selekcjoner reprezentacji Walii awansował z drużyną na Mistrzostwa Świata w 1958 roku, gdzie trafili do grupy C z gospodarzami turnieju – Szwecją oraz Węgrami i Meksykiem. Drużyna prowadzona przez walijczyka zremisowała wszystkie trzy spotkania w grupie z dorobkiem trzech punktów, identyczny bilans punków miała węgierska drużyna, więc musiał zostać rozegrany dodatkowy mecz o awans. Zespół Murphy’ego wygrał to spotkanie 2:1 i awansował do ćwierćfinałów, gdzie zmierzył się z reprezentacją Brazylii. Walijczycy przegrali to spotkanie 1:0, a zdobywcą jedynego gola był Pelé.
Dobra praca Jimmy'ego w Manchesterze United po katastrofie w Monachium i z reprezentacją Walii oraz powrót Matta Busby’ego do Manchesteru zaowocowały wieloma ofertami pracy dla walijczyka. Oferty spływały nie tylko od drużyn angielskich jak Liverpool, Aston Villa czy Arsenal, ale również m.in. z reprezentacji Brazylii, która nie tak dawno zwyciężyła z reprezentacją Walii prowadzoną przez Murphy’ego. W swojej książce „Matt... United... And Me” potwierdził, że po sezonie otrzymał ponad tuzin propozycji z angielskiej First Division, a w „United Review” przyznał, że przez lata otrzymał dziesiątki propozycji, ale ostatecznie pozostał wierny klubowi i nie skorzystał z żadnej z nich.

## Odbudowa klubu
Po katastrofie w Monachium Busby i Murphy obiecali odbudować klub korzystając z filozofii, którą wdrażali w klubie od swojego przybycia na Old Trafford, okazało się to jednak niemożliwe do wykonania – mistrzowska drużyna z 1956 roku powstawała przez osiem lat, a oni nie mogli czekać tak długo na wyniki. Potrzebowali szybszego sposobu na utrzymanie statusu największego klubu w Anglii, postanowili więc jeszcze raz sprawdzić najlepszych piłkarzy, których do tej pory nie brali pod uwagę.
W pierwszych miesiącach kolejnego sezonu Busby, mimo powrotu do klubu, wciąż nie był gotowy do prowadzenia zespołu, dlatego to nadal Murphy pełnił obowiązki menadżerskie. Jimmy obserwował drużyny przeciw którym miał grać Manchester United, potencjalnych piłkarzy którzy mogliby zostać zakontraktowani oraz rozwiązywał problemy związane z grą pierwszej drużyny. Drużyna zakończyła sezon na drugiej pozycji w tabeli, kilkakrotnie będąc nawet liderem rozgrywek w trakcie sezonu.
Kolejne sezony nie były już tak udane dla zespołu, kolejne dwa sezony zakończyli na siódmej pozycji, następnie w 1962 roku na pozycji piętnastej, a w 1963 roku musieli walczyć o utrzymanie kończąc na pozycji dziewiętnastej. W tym czasie gdy Manchester przestał walczyć o mistrzowskie tytuły Jimmy wrócił do trenowania młodzieży, oglądania zawodników innych klubów i ściąganiu ich do swoich drużyn młodzieżowych.
Jednym z takich piłkarzy był Tonny Dunne, który był pod wielkim wrażeniem walijskiego trenera - „Potrafił rozłożyć moją grę na czynniki pierwsze. (...) Sprawił że uwierzyłem, iż jestem najlepszym bocznym obrońcą we wszechświecie... Po wysłuchaniu go mogłem wrócić na boisko i ćwiczyć to, o czym mówił, korygując błędy, jakie wytknął w mojej grze. Zawsze miał rację!”.  W książce Starmaker Briana Hughesa, Dunne mówił o Jimmym „Miał w sobie ogromną pasję. Jego przemowy były kompetentne. Każdy zawodnik szanował go tak samo jak sir Matta(...)”.
Innym z zawodników, na których piętno swojego wychowania odcisnął Murphy, był George Best, którego już w wieku 15 lat Walijczyk uważał za geniusza, jednak przez to traktował go inaczej niż wszystkich zawodników. Nick Murphy wspominał iż po wygranym meczu, w którym Best strzelił sześć lub siedem bramek został przywołany przez jego ojca, żeby został na murawie, aby ten mógł mu opowiedzieć, gdzie ten popełnił błędy podczas swojej gry, z drugiej strony Jimmy uważał Irlandczyka za tak duży talent, że tylko Duncan Edwards mógł się z nim równać.
Jimmy uważał sezon 1962/63 za przełomowy, mimo walki o utrzymanie do ostatniej kolejki i zakończenia sezonu na 19 miejscu, udało im się wygrać Puchar Anglii wygrywając w finale 3:1 z Leicester City. Było to pierwsze trofeum Manchesteru United od sześciu lat, które Murphy uznał za sygnał rozpoczęcia odbudowy klubu, żeby móc jeszcze mocniej w niej uczestniczyć latem 1964 roku zrezygnował ze stanowiska selekcjonera reprezentacji Walii.
Murphy starał się odtworzyć w zespołach młodzieżowych atmosferę, którą osiągnęli kilka lat temu z poprzednim zespołem rezerw. Tym razem również udało mu się skompletować utalentowaną młodzież, wspomniany wcześniej Geoege Best, ale również chociażby David Sadler, John Fritzpatrick, Bobby Noble czy John Aston Junior. Dzięki zbudowaniu takiego składu Jimmy Murphy dopełnił obietnicy, którą złożył Mattowi Busby’emu po katastrofie w Monachium - w Młodzieżowym Pucharze Anglii w sezonie 1963/64 pokonał kolejno Barrow, Blackpool, Sheffield United oraz Wolves przechodząc do półfinału w którym zmierzyli się z Manchesterem City - w pierwszym spotkaniu zespół z Old Trafford wygrał 4:1 po hattricku Alberta Kinsleya i bramce Davida Sadlera, a w drugim spotkaniu wygrali 4:3. W spotkaniu finałowym zagrali przeciwko Swindon, pierwsze ze spotkań zakończyło się remisem 1:1, dla United bramkę zdobył George Best. W drugim spotkaniu zespół Czerwonych Diabłów zwyciężył 4:1 po hattricku Davida Sadlera i jednej bramce Johna Astona Juniora. Było to pierwsze zwycięstwo zespołu United w tych rozgrywkach od 1957 roku.

## Puchar Europy
Już w kolejnym sezonie pierwsza drużyna Manchesteru United sięgnęła po tytuł mistrza kraju, dzięki czemu w sezonie 1965/66 powrócili do gry w Pucharze Europy. W pierwszym spotkaniu wygrali 5:1 z Benficą Lisbona, a hattricka zdobył George Best, jednak już w kolejnej rundzie klub z Old Trafford odpadł przegrywając w dwumeczu 2:1 z Partizanem Belgrad. Zespół odpadł również z rozgrywek Pucharu Anglii w półfinale oraz zakończył sezon rozgrywek klubowych na czwartej pozycji w tabeli. W tym okresie czasu dwóch piłkarzy z Manchesteru United, którzy byli trenowani od czasów zespołu młodzieżowego przez Jimmy'ego Murphy’ego sięgnęło po najbardziej prestiżową nagrodę indywidualną dla piłkarza - Złotą Piłkę, w 1964 roku otrzymał ją Denis Law, a w 1966 roku Bobby Charlton.
Trenerzy zespołu wierzyli że w sezonie 1967/68 drużyna osiągnie sukces i zdobędzie upragnione The Treble - mistrzostwo kraju, zwycięstwo w Pucharze Anglii oraz Pucharze Europy. Do pierwszej drużyny awansowało kilku graczy, którzy zwyciężyli w Młodzieżowym Pucharze Anglii - Best, Aston Junior, Sadler oraz Noble, ponadto klub zakupił bramkarza Alexa Stepneya, który od razu wszedł do zespołu. Sezon ligowy rozpoczęli bardzo dobrze jednak w drugiej części rozgrywek przegrali znaczną część meczów i ostatecznie to Manchester City został mistrzem kraju. W Pucharze Europy wygrali 4:0 z Hibernians po dwóch bramkach Sadlera oraz Lawa, następnie zwyciężyli 2:1 w dwumeczu przeciwko FK Sarajevo oraz 2:1 w dwumeczu z Górnikiem Zabrze. W półfinale spotkali się z Realem Madryt, w pierwszym spotkaniu na Bernabeu udało im się wygrać 1:0 po golu Besta, w rewanżu padł remis 3:3, a jedną z bramek zdobył Billy Foulkes, który był jednym z ocalałych w katastrofie w Monachium. W finale na Wembley zmierzyli się z Benficą Lizbona, w regulaminowym czasie gry był remis 1:1 po bramkach Charltona oraz Eusebio, jednak w doliczonym czasie gry angielski zespół trafił do bramki rywali trzy razy, a strzelcami byli wychowankowie Jimmy'ego - Best, Brian Kid oraz Charlton. Manchester United po raz pierwszy w historii został mistrzem Europy.
Niedługo po zwycięskim finale otrzymał tytuł honorowy i zaczął być tytułowany jako Sir Matt Busby, nie zapomniał on jednak o swoim asystencie, który przez wszystkie lata budował z nim drużynę. W jednym z przemówień powiedział o Murphym: „Jako partnerzy pracowaliśmy wspólnie, żeby uczynić Manchester United wybitnym klubem. Jimmy był moim najlepszym przyjacielem, pomocnikiem, kompanem i prawą ręką, jakiej życzyłby sobie każdy piłkarski menadżer. NIkt poza klubem nigdy nie zrozumie, jak ważny był Jimmy w kontekście sukcesu oraz sławy, jaką zdobył Manchester United.”.
Zaledwie rok później w 1969 roku Matt Busby ogłosił swoje przejście na emeryturę trenerską dołączając do zarządu klubu. Nowym trenerem pierwszego zespołu został Wilf McGuinness pełniący do tej pory rolę trenera rezerw, jego asystentem został Jimmy, jednak zmiana ta wpłynęła na pozycję Walijczyka, który poczuł się odsunięty od drużyny. Nowy trener został zwolniony już w 1970 roku, a Busby został tymczasowym trenerem, Jimmy jednak został na stałe odsunięty na pozycję skauta klubowego w 1971 roku, po czym postanowił odejść z klubu. Wrócił w 1974 roku za sprawą Tommy'ego Doherty'ego, który uważał że Walijczyk zasługiwał na dużo większe uznanie ze strony klubu.
Jimmy był obecny w klubie po odejściu Doherty'ego jeszcze gdy trenerami pierwszego zespołu byli Dave Sexton oraz Ron Atkinson, w obu przypadkach zajmował się wyszukiwaniem zawodników wartych sprowadzenia do klubu, jednymi z ostatnich zawodników, których zdążył do klubu sprowadzić byli Mark Hughes, Clayton Blackmore czy Lee Sharpe.

## Dziedzictwo
Jimmy swoją pracą odcisnął piętno na historii i kulturze Manchesteru United, do ostatnich dni swojego życia był związany z klubem. Gdy zmarł 14 listopada 1989 roku ówczesny manager klubu Alex Ferguson powiedział: "Nie mogę zakończyć bez oddania czci Jimmy'emu Murphy’emu, który jeszcze (...) w ubiegłym tygodniu obserwował dla nas nowych zawodników. (...) Często dzwonił do mnie w soboty wieczorem opowiadając o futbolu (...) gdy pomagał uczynić Manchester United klubem, jaki znamy dzisiaj. Jego miłość do drużyny była niezaprzeczalna. Pojawią się w życiu osoby, które odciskają na nas niezatarte piętno. Dla mnie Jimmy Murphy był kimś takim".

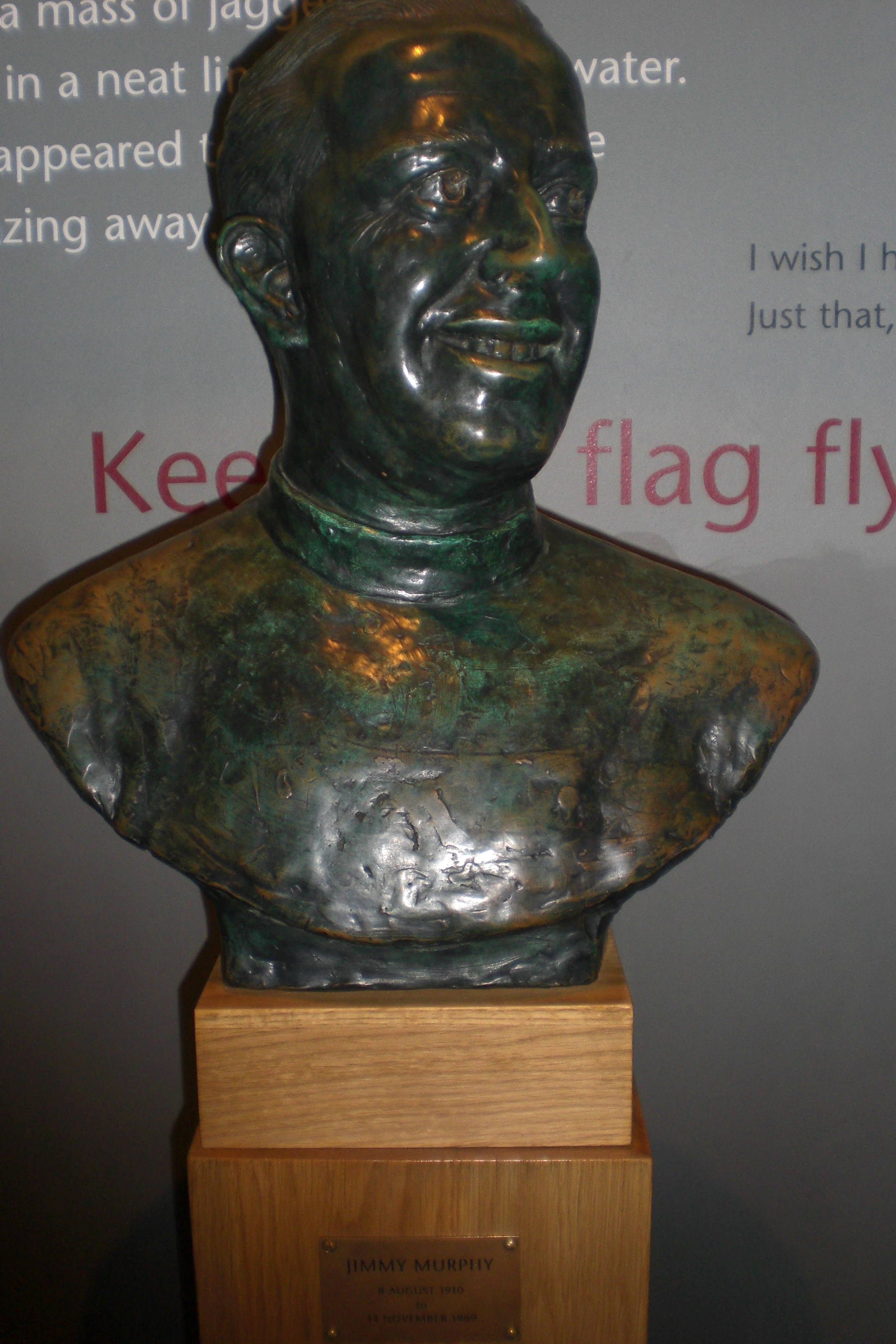
Brązowe popiersie Jimmy'ego Murphy’ego znajdujące się w muzeum Old Trafford

Rok po jego śmierci klub ufundował nagrodę imienia Jimmy'ego Murphy’ego dla najlepszego młodego piłkarza roku, ma ona być hołdem dla Walijczyka, któremu najbardziej zależało na wprowadzaniu młodych graczy na kolejne szczeble piłkarskiej kariery w Manchesterze United. Ferguson wielokrotnie podkreślał to, że Walijczyk zachęcał go do inwestowania w młodzież, wierzył że taka inwestycja zwróci się menadżerowi. Murphy stworzył filozofię klubu mówiąc zawodnikom że muszą być dumni z reprezentowania Manchesteru United, zasadę tę widać było również w sposobie prowadzenia drużyny przez Sir Alexa. Gdy została wydana biografia Bobby'ego Charltona szkocki menadżer kupił 24 sztuki i kazał trenerowi rezerw rozdać ją graczom.
2 lutego 1999 roku w muzeum Old Trafford zostało odsłonięte brązowe popiersie Murphy’ego, a przemowę wygłosił jego syn Jimmy Junior. W 2008 roku w Manchesterze uroczyście obchodzono pięćdziesiątą rocznicę katastrofy w Monachium, przemawiali ocalali Bobby Charlton oraz Harry Gregg, którzy podkreślali że Walijczyk poświęcił całe swoje życie prywatne, w dużej mierze również rodzinne, dla tego klubu. 23 marca 2009 na domu rodzinnym Murphy’ego w Ton Petre została umieszczona niebieska tablica mówiąca iż w tym domu wychowywał się walijski szkoleniowiec.
W 2013 roku Manchester United nazwał jeden z klubowych obiektów treningowych Carrington na cześć Walijczyka, przed odsłonięciem budynku na jego fasadzie wisiał banner z podobizną Jimmy'ego i podpisem „Prawdopodobnie najbardziej wpływowy trener pierwszej drużyny Manchesteru United w historii”. 3 maja 2023 – w 65 rocznicę finału pucharu Anglii, do którego drużynę poprowadził walijski szkoleniowiec trzy miesiące po katastrofie w Monachium, został odsłonięty na Stretford End przed Old Trafford pomnik upamiętniający Jimmy'ego Murphy’ego. Pomnik został ustawiony obok innych upamiętniających najważniejsze postaci w historii Manchesteru United – Alexa Fergusona, Matta Busby’ego oraz United Trinity (George Best, Denis Law oraz Bobby Charlton).